# Channing Tatum
Channing Matthew Tatum (n. 26 aprilie 1980, Cullman⁠(d), Alabama, SUA) este un actor, dansator, model și producător de film american.

## Biografie
Și-a început cariera ca model și dansator. Pasiunea pentru actorie și-a descoperit-o atunci când a jucat în filmele She's the Man (2006), Step Up (2006), Fighting (2009), Public Enemies (2009), G.I. Joe: The Rise of Cobra (2009) și Dear John (2010). S-a născut în Alabama. Tatăl său, Kay, este un lucrător al liniilor aeriene, iar mama sa, Glenn Tatum, lucrează în construcții. În familia sa se află rude irlandeze, franceze și nativi americani. La vârsta de șase ani familia sa s-a mutat în Mississippi, acolo unde s-a obișnuit și a iubit să trăiască la casă. Este o fire atletică și a practicat în copilărie fotbal, fotbal american și arte marțiale. Când era în școală, cea mai mare atracție pentru el erau fetele, după cum însuși actorul a mărturisit. Și-a petrecut adolescența în Florida și a avut parte de educația catolică de la Liceul Catolic Tampa. A absolvit în 1998 și a fost declarat cel mai atletic licean. Bursa pe care a obținut-o la Glenville State College, din Virginia nu l-a încântat și a refuzat-o. S-a întors acasă și a avut cele mai bizare slujbe. A început ca stripper, sub numele "Chan Crawford". În anul 2010 a declarat unui ziar australian că i-ar plăcea să se facă un film bazat pe experiența sa ca stripper: "Deja am și regizorul care se va ocupa de această idee. Este vorba de Nicolas Refn, căruia îi place la nebunie ideea", a declarat actorul. Mai târziu s-a mutat la Miami și și-a început cariera de model, având prezentări pentru  Armani și Abercrombie & Fitch. Pentru că s-a înscris la mai multe agenții de modele, a avut chiar un contract pentru a apărea pe coperta revistei Vogue. A fost ales de o revistă celebră pentru adolescenți în primii 50 Cei mai frumoși bărbați. A avut prezentări la Milano și New York. În același timp a început să joace în primele sale lungmetraje. A început cu un rol de dansator în videoclipul lui Ricky Martin "She Bangs", iar această colaborare i-a deschis seria colaborărilor pe partea de film.

## Filmografie

### Film
| An   | Titlu                        | Rol                          | Note                                |
| ---- | ---------------------------- | ---------------------------- | ----------------------------------- |
| 2005 | Coach Carter                 | Jason Lyle                   |                                     |
| 2005 | Havoc                        | Nick                         |                                     |
| 2005 | Supercross                   | Rowdy Sparks                 |                                     |
| 2005 | Războiul lumilor             | Băiat în biserică            | Nemenționat                         |
| 2006 | Iubesc pe cine nu trebuie    | Ducele Orsino                |                                     |
| 2006 | Dansul dragostei             | Tyler Gage                   |                                     |
| 2006 | Cum să-ți recunoști sfinții  | Young Antonio                |                                     |
| 2007 | The Trap                     | Greg                         | Scurtmetraj                         |
| 2007 | Haos în Seattle              | Johnson                      |                                     |
| 2008 | Dansul dragostei 2           | Tyler Gage                   | Cameo                               |
| 2008 | Pierderea libertății         | Steve Shriver                |                                     |
| 2009 | Hai! Ne Batem!               | Shawn MacArthur              |                                     |
| 2009 | Inamicii publici             | Pretty Boy Floyd             |                                     |
| 2009 | G.I. Joe: Ascensiunea Cobrei | Conrad S. Hauser / Duke      |                                     |
| 2010 | Dear John                    | John Tyree                   |                                     |
| 2011 | The Dilemma                  | Zip                          |                                     |
| 2011 | The Son of No One            | Jonathan "Milk" White        |                                     |
| 2011 | The Eagle                    | Marcus Flavius Aquila        |                                     |
| 2011 | 10 Years                     | Jake Bills                   | De asemenea, producător             |
| 2011 | Haywire                      | Aaron                        |                                     |
| 2012 | The Vow                      | Leo Collins                  |                                     |
| 2012 | 21 Jump Street               | Greg Jenko                   | De asemenea, producător executiv    |
| 2012 | Magic Mike                   | Michael "Magic Mike" Lane    | De asemenea, producător             |
| 2013 | Side Effects                 | Martin Taylor                |                                     |
| 2013 | G.I. Joe: Retaliation        | Conrad S. Hauser / Duke      |                                     |
| 2013 | This Is the End              | Rolul său                    | Cameo                               |
| 2013 | White House Down             | John Cale                    | De asemenea, producător executiv    |
| 2013 | Don Jon                      | Connor Verreaux              | Cameo                               |
| 2014 | Marea Aventură Lego          | Superman                     | Rol de voce                         |
| 2014 | Foxcatcher                   | Mark Schultz                 |                                     |
| 2014 | 22 Jump Street               | Greg Jenko                   | De asemenea, producător             |
| 2014 | The Book of Life             | Joaquin Mondragon Jr.        | Rol de voce                         |
| 2015 | Jupiter Ascending            | Caine Wise                   |                                     |
| 2015 | Magic Mike XXL               | Michael "Magic Mike" Lane    | De asemenea, producător             |
| 2015 | The Hateful Eight            | Jody Domergue                |                                     |
| 2016 | Hail, Caesar!                | Burt Gurney                  |                                     |
| 2017 | The Lego Batman Movie        | Superman                     | Rol de voce                         |
| 2017 | Dark Hoser                   | Superman                     | Rol de voce, scurtmetraj            |
| 2017 | Logan Lucky                  | Jimmy Logan                  | De asemenea, producător             |
| 2017 | Kingsman: Cercul de Aur      | Tequila                      | [ 3 ]                               |
| 2018 | Smallfoot                    | Migo                         | Rol de voce                         |
| 2019 | Marea Aventură Lego 2        | Superman                     | Rol de voce                         |
| 2021 | America: The Motion Picture  | George Washington            | Rol de voce, de asemenea producător |
| 2021 | Eliberează-l pe Guy          | Revenjamin Buttons           | Cameo                               |
| 2022 | Dog                          | Army Ranger Jackson Briggs   | De asemenea, regizor și producător  |
| 2022 | Orașul pierdut               | Alan Caprison / Dash McMahon |                                     |

### Televiziune
| An   | Titlu               | Rol                  | Note                                             |
| ---- | ------------------- | -------------------- | ------------------------------------------------ |
| 2004 | CSI: Miami          | Bob Davenport        | Episodul: "Pro Per"                              |
| 2012 | Saturday Night Live | El însuși (gazdă)    | Episodul: "Channing Tatum/Bon Iver"              |
| 2014 | Familia Simpson     | El însuși (voce)     | Episodul: "Steal This Episode"                   |
| 2016 | Lip Sync Battle     | El însuși            | Episodul: "Channing Tatum vs. Jenna Dewan-Tatum" |
| 2017 | Comrade Detective   | Gregor Anghel (voce) | 6 episoade; de asemenea, producător executiv     |